# 미녀 온천
미녀 온천은 한국에서 제작된 이봉래 감독의 1969년 영화이다. 오영일 등이 주연으로 출연하였고 신태일 등이 제작에 참여하였다.

## 출연

### 주연
- 오영일
- 김지수
- 김청자

## 제작진
- 조명: 박창호
- 미술: 정우택